# MEK
MEK – MTM w produkcji jednostkowej i małoseryjnej, jest podsystemem systemu bloków procesowych MTM, opartym na Metodzie Podstawowej MTM-1. System bloków procesowych MEK składa się z systemu czynności podstawowych MEK i systemu czynności standardowych MEK, jakie występują przy czynnościach montażu. Przyporządkowane tym procesom wartości czasów normatywnych charakteryzują się wyższymi wartościami czasu, aniżeli w przypadku metody UAS, oraz są przystosowane dla prac charakteryzujących się brakiem rutyny oraz prac nieprzewidzianych.
Wykorzystanie tej metody analizy ruchów elementarnych wspiera zastosowanie zasady ekonomiki ruchów elementarnych.